# Pogansko jezero
Pogansko jezero (mađ. Pogányi Tó) je jezero u Mađarskoj.
Nalazi se sjeveroistočno od sela Pogana u Pečuškoj mikroregiji.
Jezero se pruža u pravcu sjeverozapad-jugoistok u duljini od 500 m, a širine je 100 m.
U gospodarske svrhe se podosta koristi za ribolov. 

## Vanjske poveznice
- (mađ.) Pogansko jezero